# 風藤松原
風藤松原（ふうとうまつばら）は、日本のお笑いコンビ。所属事務所は、吉本興業を経て現在は太田プロダクション。NSC大阪校18期出身で、2021年10月21日より落語協会所属。

## メンバー
風藤 康二（ふうとう こうじ、1977年11月29日 - ）（47歳）
ツッコミ担当、立ち位置は向かって左。
大阪府枚方市出身。血液型A型。結成以前はコンビ『ランチ』として活動。
趣味は工作（プラモデル・家具など）、特技は料理。
2016年1月に結婚。
松原 義和（まつばら よしかず、1974年2月8日 - ）（51歳）
ボケ・ネタ作り担当、立ち位置は向かって右。
大阪府寝屋川市出身。血液型B型。母親にとても似ている。結成以前はコンビ『好色一代娘』として活動。
趣味は推理小説・2時間サスペンスを見ること、特技は一人で時間をつぶせること。
2014年6月に結婚。母方の先祖が武田信玄。

## ネタ
- 主に漫才で、ゆっくりとした独特のテンポが特徴。
- あるあるネタを用いたものが代表的。女性的な口調で日常生活において起こりそうな嫌なことを話題にし、2人でそろえて「やだね〜」と言う。直後にそのネタの説明を少ししてから次のネタへ入る。
- ネタの最後に、風藤が舞台袖を見て「あら、そろそろ時間だって」と言ってから2人で「やだね〜」と締める。
- 共に大阪出身だが、漫才の際は標準語を使う。たまに途中から「今からテンション上げま〜す」と予告し、テンションを上げ大阪弁になるも1分ほどでまた「テンション下げま〜す」と言って普段のテンポに戻る。
- 風藤が読んだ川柳の五・七に、松原がボケの五で答えるというネタもある。また、ことわざなどを用いて言い間違いを重ねるネタも持つ。
- オーソドックスなスタイルの漫才も演じる機会があり、オンバト+などで披露している。

## 賞レースでの戦績

### M-1グランプリ
| 年度             | 結果         | エントリー No. | 会場                       | 日程     | 備考                   |
| ---------------- | ------------ | -------------- | -------------------------- | -------- | ---------------------- |
| 2004年（第4回）  | 2回戦進出    |                | パナソニックセンター       | 10月30日 | アマチュアとして出場。 |
| 2005年（第5回）  | 3回戦進出    |                | ルミネtheよしもと          | 11月23日 |                        |
| 2006年（第6回）  | 3回戦進出    |                | ルミネtheよしもと          | 11月23日 |                        |
| 2007年（第7回）  | 3回戦進出    |                | ラフォーレミュージアム原宿 | 11月23日 |                        |
| 2008年（第8回）  | 準決勝進出   |                | メルパルクホール           | 12月7日  |                        |
| 2009年（第9回）  | 準決勝進出   |                | よみうりホール             | 12月6日  |                        |
| 2010年（第10回） | 準々決勝進出 |                | メルパルクホールTOKYO      | 12月3日  | 予選ランキング29位。   |
| 2015年（第11回） | 準々決勝進出 | 1525           | 浅草公会堂                 | 11月3日  |                        |
| 2016年（第12回） | 2回戦進出    | 2029           | 雷5656会館ときわホール     | 10月13日 |                        |
| 2017年（第13回） | 準々決勝進出 | 1832           | 浅草公会堂                 | 11月3日  |                        |
| 2018年（第14回） | 2回戦進出    | 2237           | 雷5656会館ときわホール     | 10月6日  |                        |

### その他
- 2001年「第22回ABCお笑い新人グランプリ」新人賞（風藤のみ）
- 2007年「第6回漫才新人大賞」優秀賞受賞
- 2007年「第5回お笑いホープ大賞」第3位
- 2008年「第10回爆笑オンエアバトル チャンピオン大会」進出
- 2011年「THE MANZAI 2011」認定漫才師50組に選ばれるも、松原の肝不全による治療のため本戦サーキットは棄権。
- 2012年「THE MANZAI 2012」認定漫才師50組に選出
- 2012年「太田プロライブ月笑」初代年間チャンピオン
- 2013年「THE MANZAI 2013」にて認定漫才師50組に選出され、本戦サーキットランキング4位で決勝進出。
- 2014年「THE MANZAI 2014」2回戦進出
- 2014年「第4回オンバト+チャンピオン大会」ファイナルステージ進出、準優勝。

## 逸話
- 風藤のツッコミは関暁夫曰く「全部吸い込まれる」（『ぷっ』すまにて）。
- 『エンタの神様』では服装も女性らしくしていた。
- スレイヤーやメガデスなど、メタルバンドのTシャツを着ていることが多い。
- 東京に出てきてから松原が結婚するまでコンビで同居していた。
- 2009年9月26日、銀座小劇場にて初単独ライブ「ゆるゆる」を開催。
- 2011年1月、永沢たかし（磁石）が結成した、芸歴10年前後の吹きだまり芸人によるユニット「FKD48」に加入。風藤が不良担当→介護担当で担当カラーは紺色、松原が変態担当で担当カラーはミントグリーン。
- 前述の通り、THE MANZAI 2011本戦サーキットは松原の治療により棄権したが、12月10日に放送された『決勝トーナメント組み合わせ挑戦会』では本大会独自の審査システム「国民ワラテン」のテストと称してネタを披露した。
- 『爆笑オンエアバトル』とその後継番組『オンバト+』には両方を通算して2006年度から2014年度まで長きに渡って出場し続け、比較的安定した成績を残していた[13] にも拘らずオーバー500だけは一度も達成できなかった。なお、『オンバト+』において15勝以上している芸人の中でオーバー500を達成していない芸人は風藤松原のみ[14]。更に『オンエアバトル』の成績も合算すれば計22回勝利しているが、非公式ながら通算で20勝以上している芸人の中で一度もオーバー500を達成していない芸人も風藤松原のみ[15]となっている。
  - 『オンバト+』の第4回チャンピオン大会ではファイナルステージの3組に残り、822KBを獲得するもジグザグジギー（882KB）にあと一歩及ばずチャンピオンの座を逃した。ちなみにもし風藤松原がチャンピオンを達成した場合、史上初めて通常回で一度もオーバー500を達成していないチャンピオンの誕生となっていた。
- 2021年10月21日より落語協会の正会員となり、同協会の定席興行に出演している。なお、同協会では三代目橘家文蔵の身内（門下）となっている。

## 出演番組

### テレビ

#### バラエティ
- 風藤松原の白ブリーフはタキシード（アクトビラ、2010年9月3日 - 2011年8月31日）-  cuTe365の毎週金曜日を担当。
- エンタの神様（日本テレビ）キャッチコピーは「ピーチなNEWカマー」
- 爆笑オンエアバトル（NHK）戦績6勝3敗 最高473KB
  - 第10回チャンピオン大会 セミファイナル9位敗退
- オンバト+（NHK）戦績16勝2敗 最高493KB
  - 第4回チャンピオン大会 ファイナルステージ進出 2位
  - ※オンバト+では出場回数、オンエア回数ともに最多記録を持つコンビである。
- ザ・イロモネア（TBS）『ゴールドラッシュ』に出演、イロモネア出場権獲得。
- 出張!レッドカーペット（フジテレビ、2008年8月11日）キャッチコピーは「毎日毎日やな事ばっかり」
- 爆笑ピンクカーペット（フジテレビ）キャッチコピーは「こんな世の中 ヤダねぇ〜」
- 新春ホワイトカーペット（フジテレビ）キャッチコピーは「こんな世の中 ヤダねぇ〜」
- 新春ゴールデンカーペット（フジテレビ、2011年1月1日）キャッチコピーは「脱力系ことば遊び」
- 新春!レッドカーペット（フジテレビ、2014年1月1日）キャッチコピーは「スローな笑いにしてくれ」
- 『ぷっ』すま（テレビ朝日、2007年1月16日放送）
- お笑いDynamite!（TBS） キャッチコピーは「世の中嫌なことばっかり」
- ぐるぐるナインティナイン（日本テレビ）-「おもしろ荘」のコーナー
- ゲームレコードGP（MONDO21）
- お笑いネクストブレーカー（BSフジ）
- のーぎゃらくん（BS）
- もりすぎッ!（東海テレビ）
- ダチョ・リブレ（テレビ朝日）
- お願い!ランキング（テレビ朝日）
  - 「伸び悩み芸人相談所」2010年4月14日・7月28日・2011年2月2日
  - 「切実! マネーリング!」2014年1月13日・1月20日・2月3日（3週勝ち抜き）
- 太田プロライブ 月笑（テレ朝チャンネル）
- ファミレストーク王決定戦（フジテレビONE) #32・風藤のみ、#38・松原のみ
- おもろゲ動画SHOW 投稿!1000000000ビュー（TBS）-「動画大喜利」コーナー、風藤のみ
- 新世紀ネタキング決定戦（TOKYO MX、2011年2月3日）
- さしこのくせに〜この番組はAKBとは全く関係ありません〜（TBS）-「ちょっとスベる話」コーナー
- ネタ鑑定!（TOKYO MX S2、2011年7月11日）
- 西方笑土 トップギアライブ（NHK大阪）
- 笑う新選組（テレ朝チャンネル）#44
- おかっちM.C. THE MANZAI 応援宣言!（フジテレビ）
- ヒット予測バラエティ 新品さん（BSフジ）
- iCon（日本テレビ）
- ハードル・プードル（テレビ朝日、2012年5月18日） - 「かわいい劇場」コーナー
- ハッピーMusic（日本テレビ、2012年6月29日）
- ワラッタメ天国（フジテレビ、2012年11月4日）キャッチコピーは「脱力サイクロン」
- 芸人報道（日本テレビ、2013年6月10日）-「第5回すぐ言う芸王座決定戦」50音を言われれば「嫌だね〜」という話ができる
- 森田一義アワー 笑っていいとも!（フジテレビ、2013年10月4日、12月13日）
- 家計応援バラエティー〜省エネ診断ショー（RKB毎日放送、2013年10月6日）
- そうだ旅（どっか）に行こう。（テレビ東京、2013年10月15日）-「秋に行きたい! 人生最高の旅SP」、風藤のみ
- ZIP!（日本テレビ、2013年12月16日）キャッチコピーは「ポカポカ脱力系漫才」
- 関根&優香の笑うお正月2014（テレビ朝日、2014年1月5日）
- キャッチ!（CBCテレビ、2014年2月21日）
- なるほどプレゼンター!花咲かタイムズ（CBCテレビ、2014年2月22日）
- 浅草!お笑い名人寄席（テレビ東京、2014年3月4日）
- アメトーーク!『若手プレゼン大会』（テレビ朝日、2014年3月7日）- 風藤のみ
- 竹山ロックンロール（テレビ埼玉・千葉テレビ放送・サンテレビジョン、2014年4月5日）- MTVでは2014年4月9日に放送
- PON!（日テレ、2014年8月22日） - 「どんよりどんびき 天カメ一武道会」コーナー
- 有吉AKB共和国（TBS、2015年2月9日、2月16日）
- デリ芸（関西テレビ、2015年3月3日）
- 有田チルドレン（TBS、2015年7月14日）- 松原のみ
- お笑いカードバトル 笑札（日テレ、2015年9月14日）
- ゴッドタン（テレビ東京、2015年12月19日）- 風藤のみ
- さまぁ〜ずの芸人100人が答えました!（TBS、2016年1月6日）
- 有吉ベース（フジテレビONE）#3、#4・風藤のみ、#11・風藤のみ
- じわじわチャップリン（テレビ東京、2016年4月2日、4月9日、4月16日、4月23日）
- 演芸図鑑（NHK）
  - 立川志らくの演芸図鑑（2023年12月10日）
  - 桂文枝の演芸図鑑（2025年5月11日）

#### ドラマ
- オトメン（乙男）〜夏〜（フジテレビ、2009年8月1日 - 9月26日）
- オトメン（乙男）〜秋〜（フジテレビ、2009年10月13日 - 11月3日）
- おわこんTV（NHK BSプレミアム、2014年7月1日、7月22日）

### ラジオ
- 有吉弘行のSUNDAY NIGHT DREAMER（JFN）- 2011年7月のアシスタント、2012年3月11日、12月2日、2013年12月8日
- レコメン!（文化放送、2011年12月26日）
- Talk魂765 Go!Go!イチ（山梨放送）
- 耳笑い〜笑いの鎖〜（JFN）- 2013年10月28日、11月4日
- KUSUKUSU（bayfm、2013年12月22日、12月29日）
- 高田文夫のラジオビバリー昼ズ（ニッポン放送、2013年12月23日）
- 大竹まこと ゴールデンラジオ!（文化放送、2013年12月25日）-「大竹の言いたい放題」コーナー
- 霧島リラックスタイム 焼酎ダイニング J-Fairy YASU（TOKYO FM、2014年2月8日、2月15日）
- 酒井直斗のナイスジャーマン!（CBCラジオ、2014年2月24日）-「0時のつぶやき」月曜日第2部枠
- CBCラジオ虎の穴（CBCラジオ、2014年2月25日）
- オールナイトニッポンR 決戦!お笑い有楽城（ニッポン放送、2014年3月29日）
- 土田晃之 日曜のへそ（ニッポン放送、2014年5月25日、6月1日、6月22日、12月21日、他）- 風藤のみ
- ラジオ寄席（TBSラジオ、2015年11月29日）
- オールナイトニッポン 初笑いスペシャル（ニッポン放送、2015年12月31日）

## ライブ

### 単独ライブ
- 風藤松原 単独ライブ「ゆるゆる」（2009年9月26日、銀座小劇場）
- 風藤松原 単独ライブ「ジャスミン」（2013年12月1日、新宿シアターモリエール）

### トークライブ
- 風藤松原のトークライブ1（2010年2月17日、阿佐ヶ谷ロフトA）
- 風藤松原のトークライブ2（2010年5月31日、阿佐ヶ谷ロフトA）
- 風藤松原のトークライブ3 feat.白ブリーフはタキシード（2011年4月29日、新宿ネイキッドロフト）
- 風藤松原のトークライブ4（2011年9月23日、新宿ネイキッドロフト）
- 風藤松原のトークライブ5 〜風藤松原のクリスマスパーティー〜（2014年12月24日、新宿ネイキッドロフト）
- 風藤松原のトークライブ6 〜風藤松原のひな祭り〜（2015年3月3日、新宿ネイキッドロフト）
- 風藤松原のトークライブ7 〜風藤松原の七夕祭り〜（2015年7月7日、新宿ネイキッドロフト）

## DVD
- 風藤松原 単独ライブ「ゆるゆる」（2010年発売 発売元：コンテンツリーグ）